# Apiogaster rwandaensis
Apiogaster rwandaensis là một loài bọ cánh cứng trong họ Cerambycidae.